# Laruns
Laruns é uma comuna francesa na região administrativa da Nova Aquitânia, no departamento dos Pirenéus Atlânticos. Estende-se por uma área de 244,33 km². Em 2010 a comuna tinha 1 213 habitantes (densidade: 5 hab./km²).